# Michael Gerard Duca

Wappen von Michael Gerard Duca als Bischof von Baton Rouge

Wappen von Michael Gerard Duca als Bischof von Shreveport

Michael Gerard Duca (* 5. Juni 1952 in Dallas, Texas) ist ein US-amerikanischer Geistlicher und römisch-katholischer Bischof von Baton Rouge.

## Leben
Der Bischof von Dallas, Thomas Ambrose Tschoepe, weihte ihn am 29. April 1978 zum Priester.
Papst Benedikt XVI. ernannte ihn am 1. April 2008 zum Bischof von Shreveport. Der Erzbischof von New Orleans, Alfred Clifton Hughes, spendete ihm am 19. Mai desselben Jahres die Bischofsweihe; Mitkonsekratoren waren Michael Jarboe Sheehan, Erzbischof von Santa Fe, und Kevin Joseph Farrell, Bischof von Dallas.
Papst Franziskus ernannte ihn am 26. Juni 2018 zum Bischof von Baton Rouge. Die Amtseinführung fand am 24. August desselben Jahres statt.